# Chasmagnathus
Chasmagnathus is een geslacht van kreeftachtigen uit de klasse van de Malacostraca (hogere kreeftachtigen).

## Soort
- Chasmagnathus convexus (De Haan, 1835)